# Tom Clancy's HAWX
Tom Clancy's HAWX (« High Altitude Warfare eXperimental Squadron») — гра у жанрі аркадного авіасимулятора , розроблена студією Ubisoft Bucharest. Гра була видана «Руссобит-М»/GFI, 27 березня в Росії для Windows, PlayStation 3, Xbox 360. Гра була офіційно анонсована 2 квітня 2008 . До цього Ubisoft опублікувала прес-реліз про гру з його робочою назвоюTom Clancy's Air Combat.
Крім того, демоверсія гри була випущена 11 лютого 2009 в Xbox Live, 27 лютого 2009 в PSN, і 2 березня для Microsoft Windows. Гра одержала змішані відгуки від критиків.

## Ігровий процес
У HAWX присутні понад 50 літаків і всі з них можна використовувати для повітряних сутичок. Дія сюжету гри відбувається в найближчому майбутньому, коли після укладення Рейк'явікських угод 2012 настав розквіт приватних військових компаній, і деякі з них за своєю потужністю перевершили збройні сили невеликих держав. Деякі елементи перенесені з інших ігор серії Tom Clancy, наприклад, ракети з Tom Clancy's EndWar. Гра проходить в період між Tom Clancy's Ghost Recon Advanced Warfighter і Tom Clancy's EndWar.
Також є відсилання на інші ігри «Tom Clancy's» - в останньому завданні генерал Кітінг повідомляє нас про те, що розвідка Третього Ешелону АНБ (відсилання до Splinter Cell) підтвердила мета, а в першому епізоді «Яструби» прикривають загін Ghost капітана Мітчелла.

## Сюжет
Головний герой - льотчик ВПС США Девід Креншоу, що служить у засекреченому елітному підрозділі HAWX (High Altitude Warfare eXperimental squadron- експериментальна ескадрилья висотної війни). У 2014 році він бере участь в короткому прикордонному конфлікті між США і мексиканськими повстанцями. Після цього конфлікту ВВС розформовують HAWX, і Креншоу наймається в приватну військову компанію «Артеміс» (Artemis Global Security). Він виконує різні бойові завдання на Близькому Сході, в Центральній Африці і в Середній Азії.
За шість років «Артеміс» стає однією з провідних приватних військових компаній у світі, і в 2021 році отримує дуже вигідний контракт в Бразилії. Незабаром після цього починається війна між Бразилією і союзом латиноамериканським держав Лас-Тринідад. «Артеміс», виконуючи умови укладеного контракту, активно бере участь у бойових діях. У конфлікт на боці Бразилії втручаються США, що викликає невдоволення в керівництва «Артеміс», так як це втручання відсуває компанію на другий план і веде до втрати прибутку. Зрештою, «Артеміс» розриває контракт з Бразилією та укладає ще вигідніший контракт з Лас-Тринідад, тим самим виступивши проти Америки. Креншоу воліє зберегти вірність своїй країні і розриває відносини з компанією.
Тим часом «Артеміс» влаштовує повномасштабний напад на США. У цих умовах американські ВПС відтворюють ескадрилью HAWX, і Креншоу знову опиняється в ній. За його участю початкова атака на Вашингтон відображена, а президент країни зі своєю сім'єю евакуйований на літаку в безпечне місце. Надалі, однак, з'ясовується, що «Артеміс» зуміла захопити на військово-морській базі в Норфолку зберігалося там ядерну зброю. Вона виступає з ультиматумом, вимагаючи капітуляції США. Американським збройним силам вдається відновити порушену в ході атаки національну протиракетну систему, а потім відбити у «Артеміс» більшість захоплених ядерних зарядів. Один ядерний заряд все ж таки залишається у компанії, яка як жест відчаю переправляє його в Лос-Анджелес з наміром знищити місто. У ході спеціальної операції ВПС США встановлюють місцезнаходження заряду, і Креншоу знищує його в останній момент.
В епілозі, що починається без будь-якого брифінгу, літак гравця летить по гірській ущелині, ховаючись від радарів; повідомляється лише те, що він перебуває на секретному завданні. У трансльованому випуску новин передається, що в ході війни, яка тривала менше 72 годин, загинуло близько 40 тис. мирних американців, що Рейк'явікскіе угоди анульовані, «Артеміс» припинила існування, а її керівництво перебуває в міжнародному розшуку. Тільки після цього стає зрозуміло, що Креншоу знаходиться на завданні по ліквідації керівників колишньої компанії. Подолавши слабку систему ППО, він знищує будівлю, в якому знаходиться вся рада директорів «Артеміс», і гра на цьому закінчується.

## Повітряна техніка
У PC-версії гри є 54 літака. Вони стають доступні гравцеві в міру проходження сюжету, накопичення досвіду та виконання додаткових завдань.
Повний список літаків в PC-версії:
- A-6A «Інтрудер»
- A-7B «Корсар» II
- AV-8B «Харрієр» II
- A-10A «Тандерболт» II
- A-12 «Евенджер» II - відкривається тільки чит-кодом
- EA-6B «Праулер»
- EF-111A «Рейвен»
- Єврофайтер «Тайфун»
- Міцубісі F-2
- F-4G «Уайлд Едванст Візлі»
- F-5A «Фрідом Файтер»
- F-5E «Тайгер» II
- F-14A «Томкет»
- F-14B «Бомбкет»
- F-14D «Супер Томкет»
- F-15 ACTIVE
- F-15C «Ігл»
- F-15E «Страйк Ігл»
- F-16A «Файтінг Фалькон»
- F-16C «Файтінг Фалькон»
- F/A-18C «Хорнет»
- F/A-18E «Супер Хорнет»
- F/A-18RC «Хорнет»
- F-18 HARV - відкривається тільки чит-кодом
- F-20 «Тайгершарк»
- F-22 «Рептор»
- FB-22 «Страйк Рептор» - відкривається тільки чит-кодом
- F-35 JSF
- F-117 «Найтхок»
- МіГ-21 Fishbed
- МіГ-25 Foxbat
- МіГ-29 Fulcrum
- МіГ-33 SuperFulcrum
- «Міраж» III
- «Міраж» IVP
- «Міраж» 5
- «Міраж» F1
- «Міраж» 2000C
- «Міраж» 2000-5
- «Рафаль» C
- Сааб 39 «Гріпен»
- Су-25 Frogfoot
- Су-27 Flanker
- Су-32ФН
- Су-34 Fullback
- Су-35 Super Flanker
- Су-37 «Термінатор»
- Су-47 «Беркут»
- X-29
- XA-20 Razorback - вигаданий літак (ударний літак США в EndWar)
- YF-12A
- YF-17 «Кобра»
- YF-23 «Блек Уідоу» II
- SEPECAT «Ягуар»

## Неточності й помилки
Деякі літаки представлені в грі не точно. Наприклад, дозвукові літаки (Су-25, A-10, F-117 та інші) можуть перевищувати швидкість звуку в горизонтальному польоті, на відміну від реальних машин. EF-111 і F-117 крім іншого озброєння мають вбудовану авіапушку (в реальності EF-111 не ніс ніякої зброї). Малопомітний ударний літак F-117 має можливість атакувати літаки супротивника, тоді як у реального F-117 такої можливості немає - для зниження помітності радіолокації він позбавлений радара, також двигуни цього літака не мають форсажних камер, але в грі форсаж присутня. Різні модифікації літаків зовні не відрізняються один від одного, зокрема, двомісний F-15E представлений тією ж моделлю, що і одномісний F-15C, МіГ-33 нічим не відрізняється від МіГ-29. Найпомітніша помилка пов'язана з МІГ-25, який представлений моделлю МіГ-31. Єдиний в грі літак, на якому встановлені двигуни з УВТ - американський F-22 Raptor, російський Су-37 у грі оснащений двигунами без УВТ. Маневрені характеристики більшості літаків значно спотворені - єдиний літак, на якому можливе повноцінне виконання фігури вищого пілотажу «Чакра Фролова» - російський Су-37, однак, у грі цей маневр легко виконують і інші літаки, в тому числі американський F-22, що має набагато нижчі в порівнянні з літаками Су маневрені характеристики. Кабіни пілота всіх російських літаків окрім Су-47 мають аналогові прилади, тоді як насправді винищувачі МіГ-33, Су-34 і Су-37 оснащені РК-моніторами , на яких відображається вся інформація. У будь-яких режимах польоту, крім звалювання, повністю відсутня сила тяжіння - гравець може постійно літати з кутом крену 90 ° не втрачаючи висоту, при пікіруванні швидкість літака не піднімається вище максимальної в горизонтальному польоті, аналогічна ситуація і з набором висоти; при польоті на малій висоті максимальна швидкість не знижується, хоча в реальних умовах щільність повітря біля землі значно вище, ніж на висоті, і максимальна швидкість літаків знаходиться в межах 1300-1500 км/год. Виконувати фігури вищого пілотажу можна без обмежень на швидкостях, значно перевищують швидкість звуку, тоді як в реальності льотчик втратив би свідомість, а машина б розвалилася від величезних перевантажень. 

## Сіквел
У травні 2010 року Ubisoft Bucharest анонсувала продовження гри. Tom Clancy's HAWX 2 вийшов на початку вересня 2010 року на платформах Xbox 360 і PlayStation 3. Версія для PC і Wii вийде дещо пізніше.